# DepArture
『depArture』（デパーチャー）は、2009年2月11日にavex traxから発売されたAAAの4枚目のオリジナルアルバム。

## 解説
- 前作「AROUND」より約1年半ぶりとなるAAA4枚目のオリジナルアルバム。
- 新曲7曲を含む全13曲で構成されている。
- CD ONLY盤(FC限定盤と通常盤と初回限定盤の3種類)とCD+DVD盤(通常盤と初回限定盤の2種類)の2形態5種類で発売される。それぞれジャケットが異なる。いずれも初回限定盤は三方背BOX仕様。FC限定盤は、特典に「AAA オリジナル2009年スクールダイアリー」が付く。
- 17thシングル「MIRAGE」は、1stベストアルバム「ATTACK ALL AROUND」に収録されているため、このアルバムには収録されていない。
- このアルバムを引っ提げて「AAA TOUR 2009 -A depArture pArty-」を行った。

## プロモーション
本作『depArture』のリリースイベントを2009年2月14日に赤坂サカスで開催。約2000人のファンが集まった。

## 収録曲
CD
| #         | タイトル                             | 作詞                      | 作曲                 | 編曲                                              | 時間  |
| --------- | ------------------------------------ | ------------------------- | -------------------- | ------------------------------------------------- | ----- |
| 1.        | 「-introduction-」(インスト曲)       |                           |                      |                                                   | 0:31  |
| 2.        | 「MUSIC!!!」(Rap詞: 日高光啓)        | Shigeco Ogula・蔦谷好位置 | 蔦谷好位置           | Chewzem Ogoys                                     | 5:00  |
| 3.        | 「SAVE YOUR SOUL」(Rap詞: 日高光啓)  | 渡辺未来・戸塚慎          | 渡辺未来             | 渡辺未来                                          | 4:01  |
| 4.        | 「Jamboree!!」                       | Leonn                     | 日比野裕史           | 日比野裕史                                        | 5:15  |
| 5.        | 「Wonderful Girls」(Rap詞: 日高光啓) | Leonn                     | 平田祥一郎           | 平田祥一郎                                        | 4:24  |
| 6.        | 「出逢いのチカラIII」                | Kenn Kato                 | BOUNCEBACK           | 土肥真生                                          | 6:10  |
| 7.        | 「a piece of my word」               | Kenn Kato                 | Sin                  | Sin                                               | 5:15  |
| 8.        | 「ZERØ」(Rap詞: 日高光啓)            | 宝野アリカ                | 田中直               | 草間敬                                            | 3:38  |
| 9.        | 「HORIZON」(Rap詞: 日高光啓)         | カミカオル                | カミカオル           | Tomokazu Matsuzawa                                | 3:57  |
| 10.       | 「BEYOND〜カラダノカナタ」           | keyossie and one          | 宝満玲央・高梨竜也   | 権藤知彦（anonymass）                             | 4:50  |
| 11.       | 「Mosaic」                           | kenko-p                   | Lori Fine（COLDFEET) | 華原大輔                                          | 4:36  |
| 12.       | 「始まりのキセキ」                   | BOUNCEBACK                | BOUNCEBACK           | 渡辺徹                                            | 4:22  |
| 13.       | 「旅ダチノウタ」(Rap詞: 日高光啓)    | leonn                     | コモリタミノル       | コモリタミノル / コーラスアレンジ: コモリタミノル | 5:05  |
| 合計時間: | 合計時間:                            | 合計時間:                 | 合計時間:            | 合計時間:                                         | 57:04 |

DVD
| #   | タイトル                                | 作詞 | 作曲・編曲 |
| --- | --------------------------------------- | ---- | ---------- |
| 1.  | 「BEYOND 〜カラダノカナタ」(Music Clip) |      |            |
| 2.  | 「MUSIC!!!」(Music Clip)                |      |            |
| 3.  | 「ZERO」(Music Clip)                    |      |            |
| 4.  | 「Jamboree!!」(Music Clip)              |      |            |
| 5.  | 「切なさが痛い」(Music Clip)            |      |            |
| 6.  | 「BEYOND 〜カラダノカナタ」(off shot)   |      |            |
| 7.  | 「MUSIC!!!」(off shot)                  |      |            |
| 8.  | 「ZERO」(off shot)                      |      |            |
| 9.  | 「旅ダチノウタ」(off shot)              |      |            |
| 10. | 「Jamboree!!」(off shot)                |      |            |

### 曲解説
1. -introduction-
インスト曲。
2. MUSIC!!!（全員）
19thシングル「MUSIC!!!/ZERO」収録曲
avexオーディションCMソング
3. SAVE YOUR SOUL（全員）
新録曲。
4. Jamboree!!（全員）
新録曲。
ミュージックビデオも制作されている。
アルバム新録曲2010年CDTV友情ソングランキングで2位を記録した。
5. Wonderful Girls（西島・浦田・日高・與・末吉）
新録曲。
6. 出逢いのチカラIII（西島・宇野）
新録曲。
1stアルバム「ATTACK」収録曲「出逢いのチカラ」及び、3rdアルバム「AROUND」収録曲「出逢いのチカラII」のシリーズ曲
7. a piece of my word（宇野・伊藤）
20thシングル「旅ダチノウタ」収録曲
「京都きもの友禅」2008年夏キャンペーンCMソング
8. ZERØ（西島・宇野・浦田・日高）
19thシングル「MUSIC!!!/ZERØ」収録曲
アニメ「ワールド・デストラクション〜世界撲滅の六人〜」オープニングテーマ
9. HORIZON（西島・宇野・浦田・日高・伊藤）
新録曲。
10. BEYOND〜カラダノカナタ（全員）
18thシングル「BEYOND〜カラダノカナタ」収録曲
「ミズノ」アスリート応援ソング
11. Mosaic（西島・宇野・浦田）
20thシングル「旅ダチノウタ」収録曲
関西テレビ製作ドラマ「未来世紀シェイクスピア」主題歌
12. 始まりのキセキ（全員）
新録曲。本楽曲は與と末吉がメインボーカルになっている。
13. 旅ダチノウタ（全員）
20thシングル「旅ダチノウタ」収録曲